# Timon von Athen
Timon von Athen (altgriechisch Τίμων Tímōn) war ein antiker griechischer Misanthrop, der mit beißendem Spott die zu seiner Zeit in Athen einreißende Sittenverderbnis kritisierte. Er lebte im 5. Jahrhundert v. Chr.
Timon, dessen Historizität unsicher ist, war laut Überlieferung der Sohn eines Echekratidas aus Kollytos. Aus Enttäuschung über seine Freunde und Mitbürger soll Timon sich von der Welt zurückgezogen und als Eremit vor den Toren Athens in einem turmähnlichen Haus gelebt haben. Später wurde er irrtümlich mit dem Philosophen Timon von Phleius gleichgesetzt. Er starb wegen Verweigerung ärztlicher Hilfe an einer Hüftverrenkung.
30 v. Chr. zog sich der Triumvir Marcus Antonius nach seiner Niederlage in der Schlacht bei Actium in ein einsames Haus nahe Alexandria zurück, das er nach Timon in Timonium umbenannte, weil auch er von seinen Freunden ungerecht behandelt worden sei.
Timon war das Vorbild für Lukians Satire Timon oder Der Menschenfeind, William Shakespeares Tragödie Timon von Athen, Henry Purcells Oper Timon von Athen, und für Molières Komödie Der Menschenfeind. Die Komödie Timon des Antiphanes ist verloren, und Hugo von Hofmannsthals Komödie Timon der Redner ist ein Fragment geblieben.